# Dovresnögräs
Dovresnögräs (Phippsia concinna) är en gräsart som först beskrevs av Elias Fries, och fick sitt nu gällande namn av Carl Johan Lindeberg. Dovresnögräs ingår i släktet snögräs, och familjen gräs. Inga underarter finns listade i Catalogue of Life.